# Antonio Osorio de Acuña
Don Antonio Osorio de Acuña (1459, Valladolid – 23. března 1526, Simancas) byl biskup ze Zamory, jmenovaný 4. ledna 1507 během vlády Ferdinanda II. a Karla V. Tento úřad zastával i v roce 1519, kdy ve Španělsku vypukla občanská válka. Místo toho, aby hájil zájmy trůnu, přidal se k povstaleckým komunérům. Podle jeho kritiků byla jeho volba čistě oportunistická a vycházela z dlouhodobých sporů s jinými členy duchovenstva.
Když dorazil do Tordesillas, kde se shromažďovali nespokojení zástupci, byl přijat s nadšením. Byla mu svěřena munice a vedení mužů. Vyrazil do boje proti královským generálům, přičemž byl většinou úspěšný. Ve snaze spojit náboženství se svobodou sestavil pluk kněží, které osobně vedl do boje. Ačkoliv mu bylo už 60 let, vždy se nacházel přímo v srdci bitvy. Jeho oblíbeným bojovým pokřikem bylo: „Následuj mě, můj faráři!“, když se vrhal do hustých řad nepřítele. Povstalci byli nakonec poraženi hrabětem z Hara, avšak kněží stáli pevně a způsobili mezi královskými vojsky strašlivý masakr. Jeden z nich údajně sám zabil jedenáct mužů. Tvrdilo se, že biskup na bitevním poli žehnal svým nepřátelům, přičemž před výstřelem dělal znamení kříže svou mušketou.
Když bylo Toledo obleženo královskými vojsky, biskup se do města spěšně vydal, ne však ani tak proto, aby pomohl Marii Pachecové s obranou, ale aby se zmocnil uvolněného arcibiskupství. Lid ho rychle prohlásil za arcibiskupa, avšak kapitula odmítla jeho volbu potvrdit. Na to biskup společně s Marií uvrhl členy kapituly do vězení a nutil je žít pouze o chlebu a vodě, dokud ho nejen nezvolili, ale také neodevzdali své poklady do rukou povstalců.
Po zajetí Juana Lópeze de Padilly dne 24. dubna 1521 se prosadila královská věc. Pevnosti se vzdaly a biskup uprchl směrem k Francii. V Navaře byl však rozpoznán, zatčen a poslán do žaláře v Simancasu. Tam v únoru 1526 zabil cihlou velitele věznice a pokusil se o útěk, avšak syn zabitého důstojníka ho odhalil a zadržel. To byl jeho poslední násilný čin. Papežskou bulou byl zbaven hodnosti a předán světskému soudu. Byl souzen, odsouzen a v žaláři popraven stětím.